# تل ذنوب
تل ذنوب (به عربی: تل ذنوب) یک منطقهٔ مسکونی در لبنان است که در جب جنین واقع شده‌است.